# الحسن بن زيد
الحسن بن زيد بن محمد بن إسماعيل بن الحسن بن زيد بن الحسن بن علي المعروف باسم الداعي الكبير، كان من ملوك العرب في طبرستان، وهو مؤسس سلالة السلالة العلوية المازندرانية سنة 864.